# عمر الزهراني (لاعب كرة قدم)
عمر أحمد عوض الزهراني مواليد 4 فبراير 2003 في السعودية، هو لاعب كرة قدم سعودي يلعب كلاعب مهاجم في نادي العين.

## مسيرة اللاعب
لعب في نادي العين ونادي الزلفي.